# ليلة القدر
ليلة القدر هي ليلة مميزة تتكرر كل عام هجري في شهر رمضان، فهي إحدى ليالي العشر الأواخر من شهر رمضان، جاء ذكرها في القرآن و‌سيرة النبي محمد، لذلك فهي ذات أهمية وخصوصية كبيرة عند المسلمين، فالقرآن نزل في هذه الليلة، ولليلة فضلٌ عظيم، جاء في القرآن الكريم في سورة القدر: ﴿إِنَّا أَنْزَلْنَاهُ فِي لَيْلَةِ الْقَدْرِ ۝١ وَمَا أَدْرَاكَ مَا لَيْلَةُ الْقَدْرِ ۝٢ لَيْلَةُ الْقَدْرِ خَيْرٌ مِنْ أَلْفِ شَهْرٍ ۝٣﴾ [القدر:1–3]
وفيها تتنزل الملائكة، وتكون الليلة سلامٌ حتى مطلع الفجر، سورة القدر: ﴿تَنَزَّلُ الْمَلَائِكَةُ وَالرُّوحُ فِيهَا بِإِذْنِ رَبِّهِمْ مِنْ كُلِّ أَمْرٍ ۝٤ سَلَامٌ هِيَ حَتَّى مَطْلَعِ الْفَجْرِ ۝٥﴾ [القدر:4–5] وثبت بالسنة النبوية الحث على تحرّي هذه الليلة في العشر الأواخر، خصوصًا في الليالي الفردية منها.

## معنى القدر
القدر في اللغة: مصدر: فإن القدر في اللغة اسم مصدر من قدر الشيء يقدره تقديراً، وقيل إنه مصدر من قدر يقدر قدراً، عبارة عما قضاه الله وحكم به من الأمور.
وقيل: هو كون الشيء مساوياً لغيره من غير زيادة ولا نقصان، وقدّر الله هذا الأمر بقدره قدراً: إذ جعله على مقدار ما تدعو إليه الحكمة.
أما في الشرع فهو ما يقدره الله من القضاء ويحكم به من الأمور.

## سبب تسمية ليلة القدر
لقد ذكر العلماء عدة أسماء لأسباب تسمية ليلة القدر بهذا الاسم منها:
- أولًا: سميت ليلة القدر من القدر وهو الشرف كما نقول: فلان ذو قدر عظيم أي: ذو شرف.
- ثانيًا: أنه يقدر فيها ما يكون في تلك السنة، فيكتب فيها ما سيجري في ذلك العام، وهذا من حكمة الله عز وجل وبيان إتقان صنعه وخلقه.
- ومعنى القدر: التعظيم أي أنها ليلة ذات قدر، لهذه الخصائص التي اختصت بها، أو أن الذي يحييها يصير ذا قدر. وقيل: القدر التضييق، ومعنى التضييق فيها: إخفاؤها عن العلم بتعيينها، وقال الخليل بن أحمد: إنما سميت ليلة القدر؛ لأن الأرض تضيق بالملائكة لكثرتهم فيها تلك الليلة، من (القدر) وهو التضييق، قال تعالى:(وأما إذا ما ابتلاه فقدر عليه رزقه)أي: ضيق عليه رزقه.
- وقيل: القدر بمعنى القدَر - بفتح الدال - وذلك أنه يُقدّر فيها أحكام السنة كما قال تعالى: (فيها يفرق كل أمر حكيم)؛ ولأن المقادير تُقدر وتكتب فيها.

## ليلة القدر في القرآن والأحاديث النبوية
- سورة القدر: ﴿إِنَّا أَنْزَلْنَاهُ فِي لَيْلَةِ الْقَدْرِ ۝١﴾ [القدر:1]

روي عن عائشة رضي الله عنها في صحيح البخاري رقم 2020: 
| ليلة القدر | قال رسول الله ﷺ :تحروا ليلة القدر في العشر الأواخر من رمضان، حديث صحيح. | ليلة القدر |

| «قال رسول اللهﷺ : من قام ليلة القدر إيمانا واحتسابا غفر له ما تقدم من ذنبه» |
| —حديث نبوي.                                                                 |

روي عن ام المؤمنين عائشة بنت أبي بكر  في سنن الترمذي رقم 3513: 
| ليلة القدر | انها قالت:«يا رسول الله، أرأيت إن علمت أي ليلة ليلة القدر ما أقول فيها؟ قال : "قولي: اللهم إنك عفو تحب العفو فاعف عني»'، حديث صحيح. | ليلة القدر |

| عن عبد الله بن أنيس أنه قال:«يا رسول الله، أخبرني في أي ليلة تبتغى فيها ليلة القدر. فقال: "لولا أن يترك الناس الصلاة إلا تلك الليلة لأخبرتك» |
| —كتاب ليلة القدر. |

## تعظيم ليلة القدر
يؤمن المسلمون أن الله عظم أمرَ ليلة القدر فقال {وَمَا أَدْرَاكَ مَا لَيْلَةُ الْقَدْرِ} أي أن لليلة القدر شأنًا عظيمًا، وبين أنها خير من ألف شهر فقال :{لَيْلَةُ الْقَدْرِ خَيْرٌ مِّنْ أَلْفِ شَهْرٍ} أي أن العمل الصالح فيها يكون ذا قدر عند الله خيرًا من العمل في ألف شهر. ومن حصل له رؤية شيء من علامات ليلة القدر يقظة فقد حصل له رؤيتها، ومن أكثر علاماتها لا يظهر إلا بعد أن تمضي، مثل: أن تظهر الشمس صبيحتها لا شعاع لها، أو حمراء، أو أن ليلتها تكون معتدلة ليست باردة ولا حارة، ومن اجتهد في القيام والطاعة وصادف تلك الليلة نال من عظيم بركاتها فضل ثواب العبادة تلك الليلة، قال رسول الله  :«من قامَ ليلة القدر إيمانًا واحتسابًا غفر له ما تقدَّم من ذنبه» رواه البخاريّ.
وقيام ليلة القدر يحصل بالصلاة فيها إن كان عدد الركعات قليلاً أو كثيرًا، وإطالة الصلاة بالقراءة أفضل من تكثير السجود مع تقليل القراءة، ومن يسَّر الله له أن يدعو بدعوة في وقت ساعة رؤيتها كان ذلك علامة الإجابة، فكم من أناس سعدوا من حصول مطالبهم التي دعوا الله بها في هذه الليلة ثم قال الله :{تَنَزَّلُ الْمَلائِكَةُ وَالرُّوحُ فِيهَا بِإِذْنِ رَبِّهِم مِّن كُلِّ أَمْرٍ} ويروى عن رسول الله  أنه قال :«إذا كانت ليلة القدر نزل جبريل في كَبْكَبَة (أي جماعة) من الملائكة يصلون ويسلمون على كل عبد قائم أو قاعد يذكر الله فينزلون من لَدن غروب الشمس إلى طلوع الفجر» فينزلون بكل أمر قضاه الله في تلك السنة من أرزاق العباد وآجالهم إلى قابل، وليس الأمر كما شاع بين كثير من الناس من أن ليلة النصف من شعبان هي الليلة التي توزع فيها الأرزاق والتي يبين فيها ويفصل من يموت ومن يولد في هذه المدة إلى غير ذلك من التفاصيل من حوادث البشر، بل تلك الليلة هي ليلة القدر كما قال ابن عباس ترجمان القرآن  فإنه قال في قول القرآن :{إِنَّا أَنزَلْنَاهُ فِي لَيْلَةٍ مُّبَارَكَةٍ إِنَّا كُنَّا مُنذِرِينَ (3) فِيهَا يُفْرَقُ كُلُّ أَمْرٍ حَكِيمٍ (4) }هي ليلة القدر، ففيها أنزل القرآن وفيها يفرق كل أمر حكيم أي كل أمر مُبْرَم، أي أنه يكون فيها تقسيم القضايا التي تحدث للعالم من موت وصحة ومرض وغنى وفقر وغير ذلك، مما يطرأ على البشر من الأحوال المختلفة من هذه الليلة إلى مثلها من العام القابل. ثم قال الله :{سَلامٌ هِيَ حَتَّى مَطْلَعِ الْفَجْرِ} فليلة القدر سلام وخير على أولياء الله وأهل طاعته المؤمنين ولا يستطيع الشيطان أن يعمل فيها سوءًا أو أذى، وتدوم تلك السلامة حتى مطلع الفجر. عن عائشة قالت :«قلت يا رسول الله إن علمت ليلة ما أقول فيها؟ قال: قولي: اللهم إنّك عفوّ تحب العفوَ فاعفُ عنّي» وكان أكثر دعاء النبي في رمضان وغيره :«ربّنا آتنا في الدنيا حسنةً وفي الآخرة حسنةً وقنا عذاب النار».

## علامات ليلة القدر
ذكر الشيخ ابن عثيمين أن لليلة القدر علامات مقارنة وعلامات لاحقة.
فأما العلامات المقارنة فذكر منها:
- قوة الإضاءة والنور في تلك الليلة.
- طمأنينة القلب.
- انشراح الصدر من المسلم.
- الرياح تكون فيها ساكنة.
- وأما العلامات اللاحقة فذكر منها أن الشمس تطلع في صبيحتها من غير شعاع[12]، ودلل لذلك بحديث:

روي عن أبي بن كعب  في صحيح مسلم: 
| ليلة القدر | أنه قال: أخبرنا رسول الله ﷺ:أنها تطلع يومئذٍ لا شعاع لها.، حديث صحيح | ليلة القدر |

## ليلة القدر حسب رأي الشيعة
اتفقت روايات الشيعة أن ليلة القدر باقية ومتكرّرة كل سنة وأن ليلة القدر هي إحدى الليالي، التاسع عشر حيث قتل فيه علي بن أبي طالب وهي ليلة التقدير أو الحادية وعشرين وهي ليلة القضاء أو الثالثة وعشرين وهي ليلة الإبرام. لكن أكثرهم يرجحون الليلة الثالث وعشرين. والأخيرة قال عنها الشيخ الصدوق: «اتفق مشايخنا (رضي الله عنهم) على أنها ليلة ثلاث وعشرين من شهر رمضان». ومن تلك الروايات: عن حسان بن مهران، عن أبي عبد الله عليه السلام قال: سألته عن ليلة القدر؟ فقال: «التمسها في ليلة إحدى وعشرين أو ليلة ثلاث وعشرين». عن زرارة، قال: قال أبي عبد الله عليه السلام: «التقدير في ليلة تسعة عشر، والإبرام في ليلة إحدى وعشرين، والإمضاء في ليلة ثلاث وعشرين». عن سفيان بن السمط قال: قلت لأبي عبد الله عليه السلام: الليالي التي يرجى فيها من شهر رمضان؟ فقال: «تسع عشرة، وإحدى وعشرين، وثلاث وعشرين»، قلت: فإن أخذت إنساناً الفترة أو علة، ما المعتمد عليه من ذلك؟ فقال: «ثلاث وعشرين». وبعيداً عن هذه الآراء، فقد نقل الشيخ خضر بن شلالأن هناك من قال بها في الليلة الأولى من شهر رمضان وقول آخر أنها ليلة 2 أو 6 أو 15 من هذا الشهر.

### أعمال ليلة القدر عند الشيعة
لخّصها الشيخ عباس القمي من أمهات الكتب ورتبها كالتالي:

#### الأعمال العامة
- الأوّل: أن يغتسل عند غروب الشّمس ليكون على غسل لصلاة العشاء.
- الثّاني: الصّلاة ركعتان يقرأ في كلّ ركعة بعد الحمد التّوحيد سبع مرّات ويقول بعد الفراغ سبعين مرّة «اَسْتَغْفِرُ اللهَ واَتُوبُ اِلَيْهِ».
- الثّالث: دعاءالمصحف، تنشره وتضعه بين يديك وتقول:

| اَللّـهُمَّ اِنّي اَسْاَلُكَ بِكِتابِكَ وَما فيهِ وَفيهِ اسْمُكَ الاَكْبَرُ وَاَسْماؤُكَ الْحُسْنى، وَما يُخافُ وَيُرْجى اَنْ تَجْعَلَني مِنْ عُتَقائِكَ مِنَ النّارِِ. |
| —أدعية - دعاء المصحف                                                                                          |

```
وتدعو بما بدالك من حاجة.
```

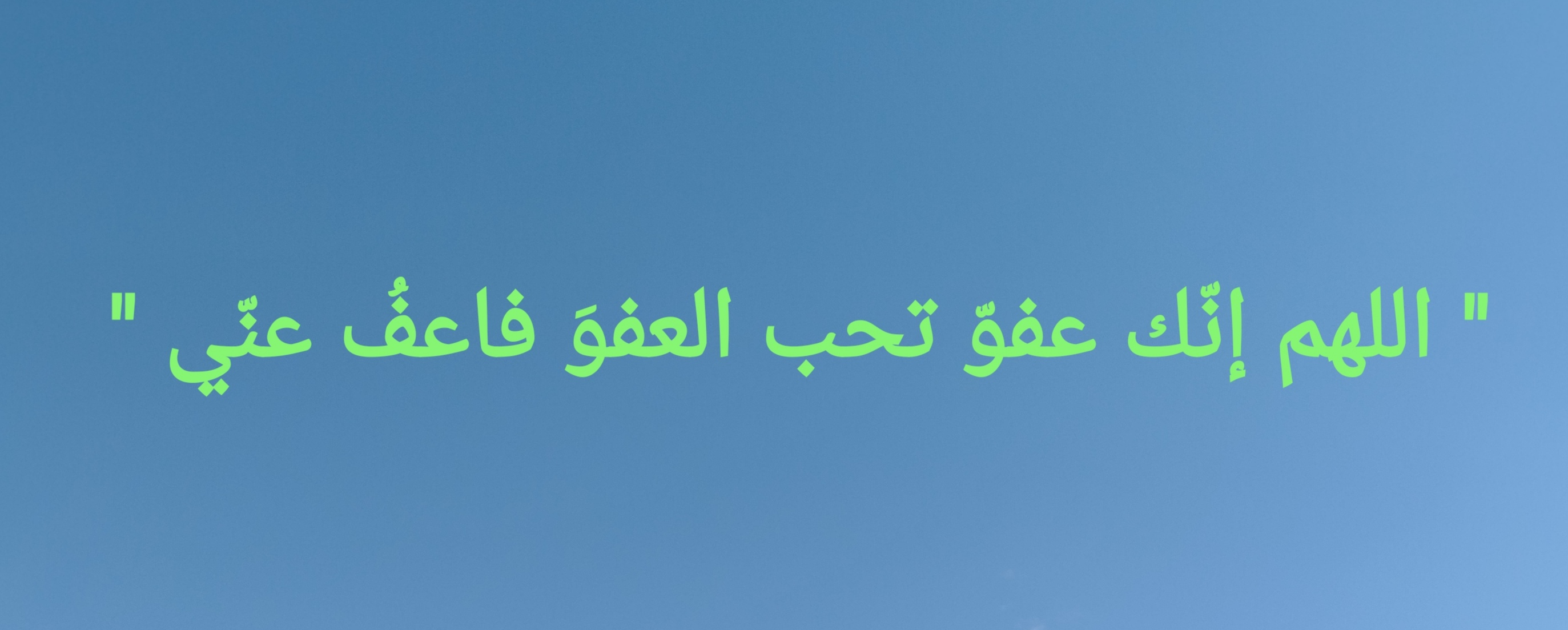
دعاء، اللهم إنك عفو تحب العفو فاعف عني

- الرّابع: تأخذ المُصحف فتدعه على رأسك وتقول: «اَللّـهُمَّ بِحَقِّ هذَا الْقُرْآنِ، وَبِحَقِّ مَنْ اَرْسَلْتَهُ بِهِ، وَبِحَقِّ كُلِّ مُؤْمِن مَدَحْتَهُ فيهِ، وَبِحَقِّكَ عَلَيْهِمْ، فَلا اَحَدَ اَعْرَفُ بِحَقِّكَ مِنْكَ ثمَّ قُل عَشر مرّات بِكَ يَااَللهُ وعَشر مرّات بِمُحَمَّد وعَشر مرّات بِعَليٍّ وعَشر مرّات بِفاطِمَةَ وعَشر مرّات بِالْحَسَنِ وعَشر مرّات بِالْحُسَيْنِ وعَشر مرّات بِعَلِي بْنِ الْحُسَيْنِ وعَشر مرّات بُمَحَمَّدِ بْنِ عَلِيٍّ وعَشر مرّات بِجَعْفَرِ بْنِ مُحَمَّد وعَشر مرّات بِمُوسَى بْنِ جَعْفَر وعَشر مرّات بِعَلِيِّ بْنِ مُوسى وعَشر مرّات بِمُحَمَّدِ بْنِ عَلِيٍّ وعَشر مرّات بِعَلِيِّ بْنِ مُحَمَّد وعَشر مرّات بِالْحَسَنِ بْنِ عَلِيٍّ وعَشر مرّات بِالْحُجَّةِِ» وتسأل حاجتك.
- الخامس: زيَارة الحسين. السّادس: إحيَاء هذه اللّيَالي. السابعة: الصّلاة مائة ركعة والأفضل أن يقرأ في كلّ ركعة بعد الحمد التّوحيد عشر مرّات

#### الأعمال الخاصة

##### ليلة التاسع عشرة
- الأوّل: قول «اَسْتَغْفِرُ اللهَ واَتُوبُ اِلَيْهِ» 100 مرّة.
- الثاني: قراءة الدعاء «اَللّـهُمَّ اْجْعَلْ فيما تَقْضي وَتُقَدِّرُ مِنَ الاَمْرِ الَْمحْتُومِ، وَفيـما تَفْرُقُ مِنَ الاَمْرِ الحَكيمِ في لَيْلَةِ الْقَدْرِ، وَفِي الْقَضاءِ الَّذي لا يُرَدُّ وَلا يُبَدَّلْ، اَنْ تَكْتُبَني مِنْ حُجّاجِ بَيْتِكَ الْحَرامِ، الْمَبْرُورِ حَجُّهُمُ، الْمَشْكُورِ سَعْيُهُمُ، الْمَغْفُورِ ذُنُوبُهُمُ الْمُكَفَّرِ عَنْهُمْ سَيِّئاتُهُمْ وَاجْعَلْ فيـما تَقْضي وَتُقَدِّرُ اَنْ تُطيلَ عُمْري وَتُوَسِّعَ عَلَيَّ في رِزْقي، وَتَفْعَلَ بي كَذا وَكَذا» وتسأل حاجتك بدل كلمة «كذا وكذا».
- الثالث: قراءة دعاء «يَا ذَا الَّذي كانَ قَبْلَ كُلِّ شَيء، ثُمَّ خَلَقَ كُلَّ شَيء، ثُمَّ يَبْقى وَيَفْنى كُلُّ شَيء، يَا ذَا الَّذي لَيْسَ كَمِثْلِهِ شيءٌ، وَيَا ذَا الَّذي لَيْسَ فِي السَّماواتِ الْعُلى، وَلا فِى الاَرَضينَ السُفْلى، وَلا فَوقَهُنَّ وَلا تَحْتَهُنَّ، وَلا بَيْنَهُنَّ اِلـهٌ يُعْبَدُ غَيْرُهُ لَكَ الْحَمْدُ حَمْداً لا يَقْوى عَلى اِحْصائِهِ إلاّ اَنْتَ، فَصَلِّ عَلى مُحَمَّد وَآلِ مُحَمِّد صَلاةً لا يَقْوى عَلى اِحْصائِها إلاّ اَنْتَ».

##### ليلة الحادي والعشرين
- الأول: قراءة الدعاء «اَللّـهُمَّ صَلِّ عَلى مُحَمَّد، وَآلِ مُحَمَّد وَاقْسِمْ لي حِلْماً يَسُدُّ عَنّي بابَ الْجَهْلِ، وَهُدىً تَمُنُّ بِهِ عَلَيَّ مِنْ كُلِّ ضَلالَة، وَغِنىً تَسُدُّ بِهِ عَنّي بابَ كُلِّ فَقْر، وَقُوَّةً تَرُدُّ بِها عَنّي كُلَّ ضَعْف، وَعِزّاً تُكْرِمُني بِهِ عَنْ كُلِّ ذُلٍّ، وَرِفْعَةً تَرْفَعُني بِها عَنْ كُلِّ ضَعَة، وَاَمْناً تَرُدُّ بِهِ عَنّي كُلَّ خَوْف، وَعافِيَةً تَسْتُرُني بِها عَنْ كُلِّ بَلاء، وَعِلْماً تَفْتَحُ لي بِهِ كُلَّ يَقين، وَيَقيناً تُذْهِبُ بِهِ عَنّي كُلَّ شَكٍّ، وَدُعاءً تَبْسُطُ لي بِهِ الاِجابَةَ في هذِهِ اللَّيْلَةِ، وَفي هذِهِ السّاعَةِ، السّاعَةَ السّاعَةَ السّاعَةَ يَا كَريمُ، وَخَوْفاً تَنْشُرُ لي بِهِ كُلَّ رَحْمَة، وَعِصْمَةً تَحُولُ بِها بَيْني وَبَيْنَ الذُّنُوبِ، حَتّى اُفْلِحَ بِها عِنْدَ الْمَعْصُومُينَ عِنْدَكَ، بِرَحْمَتِكَ يَا اَرْحَمَ الرّاحِمينَ».
- الثاني: قراءة الدعاء «يَا مُولِجَ اللَّيْلِ فِي النَّهارِ، وَمُولِجَ النَّهارِ فِي اللَّيْلِ، وَمُخْرِجَ الْحَيِّ مِنَ الْمَيِّتِ، وَمُخْرِجَ الْمَيِّتِ مِنْ الْحَيِّ، يَا رازِقَ مَنْ يَشاءُ بِغَيْرِ حِساب، يَا اَللهُ يَا رَحْمـنُ، يَا اَللهُ يَا رَحيمُ، يَا اَللهُ يَا اَللهُ يَا اَللهُ لَكَ الاَسْماءُ الْحُسْنى، وَالاَمْثالُ الْعُلْيَا، وَالْكِبْرِيَاءُ وَالالاءُ، اَسْاَلُكَ اَنْ تُصَلِّيَ عَلى مُحَمَّد وَآلِ مُحَمَّد، وَاَنْ تَجْعَلَ اسْمي في هذِهِ اللَّيْلَةِ فِي السُّعَداءِ، وَرُوحي مَعَ الشُّهَداءِ، وَاِحْساني في عِلِّيّينَ، وَاِساءَتي مَغْفُورَةً، وَاَنْ تَهَبَ لي يَقينَاً تُباشِرُ بِهِ قَلْبي، وَاِيماناً يُذْهِبُ الشَّكَّ عَنّي، وَتُرْضِيَني بِما قَسَمْتَ لي، وَآتِنا فِي الدُّنْيَا حَسَنَةً وَفِي الاخِرَةِ حَسَنَةً، وَقِنا عَذابَ النّارِ الْحَريقِ، وَارْزُقْني فيها ذِكْرَكَ وَشُكْرَكَ، وَالرَّغْبَةَ اِلَيْكَ وَالاِنابَهَ وَالتَّوْفيقَ لِما وَفَّقْتَ لَهُ مُحَمَّداً وآلَ مُحَمَّداً عَلَيْهِ وَعَلَيْهِمُ السَّلامُ».

##### ليلة الثالث والعشرين
- الأوّل: قراءة سورة العنكبوت والرّوم والدُخّان.
- الثّاني: قراءة سورة القدر 1000 مرّة.
- الثّالث: تكرار الدّعاء «اَللّـهُمَّ كُنْ لِوَلِيِّكَ... إلخ».
- الرّابع: «اَللّـهُمَّ امْدُدْ لي في عُمْري، وَاَوْسِعْ لي في رِزْقي، وَاَصِحَّ لي جِسْمي، وَبَلِّغْني اَمَلي، وَاِنْ كُنْتُ مِنَ الاَْشْقِيَاءِ فَاْمُحني مِنَ الاَْشْقِيَاءِ، وَاْكتُبْني مِنَ السُّعَداءِ، فَاِنَّكَ قُلْتَ في كِتابِكَ الْمُنْزَلِ عَلى نَبِيِّكَ الْمُرْسَلِ صَلَوتُكَ عَلَيْهِ وَآلِهِ:{يَمْحُو اللهُ ما يَشاءُ وَيُثْبِتُ وَعِنْدَهُ اُمُّ الْكِتابِ}».
- الخامس: «اَللّـهُمَّ اجْعَلْ فيـما تَقْضي وَفيـما تُقَدِّرُ مِنَ الاَْمْرِ الَْمحْتُومِ، وَفيـما تَفْرُقُ مِنَ الاَْمْرِ الْحَكيمِ في لَيْلَةِ الْقَدْرِ، مِنَ الْقَضاءِ الَّذي لا يُردُّ وَلا يُبَدَّلُ اَنْ تَكْتُبَني مِنْ حُجّاجِ بَيْتِكَ الْحَرامِ في عامي هذا الْمَبْرُورِ حَجُّهُمْ الْمَشْكُورِ سَعْيُهُمُ، الْمَغْفُورِ ذُنُوبُهُمُ، الْمُكَفَّرِ عَنْهُمْ سَيِّئاتُهُمْ، وَاجْعَلْ فيـما تَقْضي وَتُقَدِّرُ اَنْ تُطيلَ عُمْري وَتُوَسِّعَ لي في رِزْقي».
- السّادس: «يَا باطِناً في ظُهُورِهِ، وَيَا ظاهِراً في بُطُونِهِ وَيَا باطِناً لَيْسَ يَخْفى، وَيَا ظاهِراً لَيْسَ يُرى، يَا مَوْصُوفاً لا يَبْلُغُ بِكَيْنُونَيِةِ مَوْصُوفٌ وَلا حَدٌّ مَحْدُودٌ، وَيَا غائِباً غَيْرَ مَفْقُود، وَيَا شاهِداً غَيْرَ مَشْهُود، يُطْلَبُ فَيُصابُ، وَلَمْ يَخْلُ مِنْهُ السَّماواتُ وَالاَْرْضِ وَمابَيْنَهُما طَرْفَةَ عَيْن، لا يُدْرِكُ بِكَيْف وَلا يُؤَيَّنُ بِاَيْن وَلا بِحَيْث، اَنْتَ نُورُ النُّورِ وَرَبَّ الاَْرْبابِ، اَحَطْتَ بِجَميعِ الاُمُورِ، سُبْحانَ مَنْ لَيْسَ كَمِثْلِهِ شَيْءٌ وَهُوَ السَّميعُ الْبَصيرُ سُبْحانَ مَنْ هُوَ هكَذا وَلا هكَذا غَيْرُهُ، ثمّ الدعاء بأي شيء».
- السّابع: الاغتسال بغسل آخر في آخر اللّيل غير الذي في أوّله.

## مؤلفات عن ليلة القدر
| عنوان الكتاب                          | اسم المؤلف                       |
| ------------------------------------- | -------------------------------- |
| ليلة القدر                            | عبد الباري محمد داود             |
| ليلة القدر معناها وقتها الدعاء فيها   | العراقي                          |
| سطوع البدر بفضائل ليلة القدر          | إبراهيم الحازمي                  |
| شرح الصدر بذكر ليلة القدر             | تقي الدين السبكي                 |
| ليلة القدر معناها وقتها الدعاء فيها   | أحمد عبد الرحيم بن الحسن العراقي |
| ليلة القدر                            | محمد الغزالي                     |
| 15 فضيلة من فضائل ليلة القدر          | أحمد مصطفى متولي                 |
| إضاءة الفجر في معرفة علامة ليلة القدر | علي بن حسن بن علي العريفي        |